# Metrologia elektryczna
Metrologia elektryczna – dział metrologii zajmujący się pomiarami wielkości elektrycznych i elektrycznymi bądź elektronicznymi pomiarami wielkości nieelektrycznych.
Pomiary wielkości elektrycznych to między innymi pomiary:
- napięcia (zob. woltomierz) i prądu (zob. amperomierz), zob. też galwanometr
- rezystancji (zob. omomierz)
- indukcyjności
- pojemności
- mocy (zob. watomierz) i energii (zob. liczniki energii)
- częstotliwości (zob. częstościomierz).

Wyróżnia się przyrządy:
- magnetoelektryczne
- elektromagnetyczne
- elektrodynamiczne
- indukcyjne
- termobimetalowe.

Ponadto w wyżej wymienionych celach korzysta się z:
- rejestratorów
- oscylografów i oscyloskopów
- przekładników (prądu i napięcia)
- mierników elektronicznych (analogowych i cyfrowych), zob. też miernik uniwersalny

Elektryczne bądź elektroniczne pomiary wielkości nieelektrycznych to pomiary na przykład:
- temperatury
- wymiarów liniowych (grubości, przesunęć liniowych, gładkości powierzchni)
- wymiarów kątowych i prędkości obrotowej
- sił, ciśnień, naprężeń i drgań
- natężenia przepływu
- przepływu ciepła.

Z pomiarami wielkości nieelektrycznych wiąże się ich przetwarzanie na wielkości elektryczne, do czego służą określone czujniki:
- czujniki rezystancyjne (w tym tensometryczne, termistorowe)
- czujniki indukcyjne
- czujniki pojemnościowe
- czujniki generatorowe (w tym termoelementy)

i odpowiednie układy:
- mostek prądu stałego
- mostek prądu przemiennego
- układy całkujące i różniczkujące.